# Каменерізна пилка
Каменерізна пилка — робочий орган каменерізної машини. Каменерізні пилки підрозділяються на дискові, кільцеві фрези, ланцюгові бари, канатні пилки.
Кільцеві фрези подібні по конструкції шарикопідшипнику, У якого внутрішнє кільце закріплюється нерухомо на супорті каменерізної машини, а по колу зовнішнього кільця встановлені зубки евольвентного перетину (армовані твердим сплавом), що знаходяться в зачепленні з провідною шестернею. Ширина пропила 35-40 мм. Перевага кільцевих фрез — у високому коефіцієнті використання діаметра (близько 65 %); вони широко застосовуються при вирізанні великих блоків з глибиною пропилу 0,8-1,2 м. Недоліки — в складності конструкції і експлуатації.
Дискові пилки для різання м'яких порід (вапняки, туфи) виготовляються з листової сталі діаметром 800—2000 мм, товщиною 10-20 мм. По колу диска встановлюються ріжучі зубки (різці) з кроком 80-120 мм, армовані твердосплавними пластинками. Окружна швидкість різання 2,5-6 м / сек. Для різання твердих порід (мармур, габро, граніт) на стаціонарних верстатах застосовуються дискові пилки, армовані алмазним порошком (природним або синтетичним) на металевій зв'язці. Підрозділяються на відрізні круги діаметром 50-320 мм, товщиною 2,5-5 мм із суцільним ріжучим шаром і ріжучі — діаметром 300—1100 мм (іноді до 3000 мм), товщиною 60-90 мм з сегментним ріжучим шаром. Окружна швидкість різання 25-60 м / сек. Перевага дискових пилок — у простоті конструкції та експлуатації; недолік — мале використання діаметра (близько 35 %).
         
Ланцюговий бар застосовується в спеціальних каменерізних машинах для вирізання штучного каменю, в універсальних врубових машинах для вирізання великих блоків і на підготовчих роботах (проходка траншей). Ширина пропила 20-40 мм. Ланцюговими барами пиляється камінь міцністю до 50 кгс / см2, розроблені конструкції ланцюгів з різцями, що дозволяють пиляти камінь міцністю близько 800 кгс / см2.

## Історія
Видатний дослідник Давнього Єгипту археолог У. Фліндерс Пітрі, який одним із перших досліджував каменярські промисли єгиптян, дійшов висновку, що вже в ті далекі часи використовувалися прямі й кругові каменерізні пилки, а також суцільні й порожнисті свердла, різальні кромки яких оснащували уламками особливо твердих каменів. У. Пітрі відмітив, що інструменти єгиптян для роботи з каменем майже не поступалися знаряддям кінця XIX ст., а різання граніту, базальту, діориту межувало з дивом.